# Nikolaj Sergejevitj Golitsyn
Nikolaj Sergejevitj Golitsyn, född 1809, död 1892, var en rysk furste och militärhistorisk författare.
Golitsyn deltog bland annat i Krimkriget och skrev en allmän krigshistoria ("Vseobstaja vojennaja istorija", 23 band, 1872-80, utdrag i svensk översättning i 12 band 1875-87) som blev mycket berömd men förblev ofullbordad och inte är helt tillförlitlig.